# محمد الثالث بن عبد الله
محمد الثالث بن عبد الله الخطيب بن إسماعيل بن مولاي علي الشريف العلوي المشهور باسم سيدي محمد بن عبد الله (ولد بمكناس سنة 1134 هـ / 1710م - توفي بمكناس سنة 1204 هـ /1790م) هو سلطان مغربي من سلالة العلويين، ناب عن أبيه السلطان عبد الله بن إسماعيل بمراكش سنة 1158 هـ / 1750، وتولى الحكم بعد وفاة والده السلطان في 20 صفر 1171هـ / 3 نونبر 1757 لغاية 24 رجب 1204 هـ. / 9 أبريل 1790 تولى الحكم في ظروف صعبة، بعد عهد الاضطراب مباشرة أو ما يعرف بعهد "الفترة"، وقد تميز بالعقل والرزانة وبعد النظر. اجتهد في المحافظة على بلاده ووحدتها وتأمين الشواطئ المغربية من العدوان الأوروبي، وحرر مازاغان من يد البرتغال، وانتصر سنة 1179هـ -1765م في معركة العرائش على الجيش الفرنسي، كما نهج سياسة الإنفتاح على الدول الأجنبية، وكان أول حاكم يعترف باستقلال وسيادة الولايات المتحدة الأمريكية، ورفض ربط علاقات دبلوماسية مع روسيا بسبب محاربتها للدولة العثمانية. وبعث بالعديد من السفراء لاسترجاع المخطوطات العربية الإسلامية من إسبانيا، خصوصا الخزانة الزيدانية.
وداخليا كان دائم التنقل بين جهات مملكته الواسعة ليطمئن على أحوال البلاد. وشهد عهده أوج الازدهار السياسي والعسكري والاقتصادي والثقافي للمغرب الأقصى. تمرد وثار عليه عدة مرات ولي عهده اليزيد بن محمد فنفاه المشرق، وعند وفاة السلطان، تسارع أبنائه على خلافته، أبرزهم مسلمة وسليمان واليزيد وهشام.

## نسبه وسيرته
هو محمد بن عبد الله الخطيب بن إسماعيل بن الشريف بن علي بن محمد بن علي بن يوسف بن علي بن الحسن بن محمد بن الحسن الداخل بن القاسم بن محمد بن أبي القاسم بن محمد بن الحسن بن عبد الله بن محمد بن عرفة بن الحسن بن أبي بكر بن علي بن الحسن بن أحمد بن إسماعيل بن القاسم بن محمد النفس الزكية بن عبد الله الكامل بن الحسن المثنى بن الحسن بن علي بن أبي طالب بن عبدالمطلب بن هاشم.
ولد محمد بن عبد الله بمدينة فاس، وتوفي في مكناس وتمدرس على يد جدته الفقيهة خناتة بنت بكار، وحج معها سنة 1143 هـ، وعند نزوله بمراكش أخذ الطريقة الناصرية على يد الشيخ أبي العباس الشرادي، كما تتلمذ على يد الفقيه عبد الله المنجرة، والمحدث أبو العلاء إدريس العراقي وغيرهما.

## حكمه

### بيعته
تولى حكم مراكش نيابة عن أبيه بمراكش سنة 1158هـ، وتولى بعدها الخلافة يوم 20 صفر 1171هـ، فأحيا وجدد الدولة الإسماعيلية بعد تلاشيها. قال الناصري: 
ثم جاءت بيعة فاس سنة 1175هـ بإجماع أهل الحل والعقد.

### سياسته الداخلية

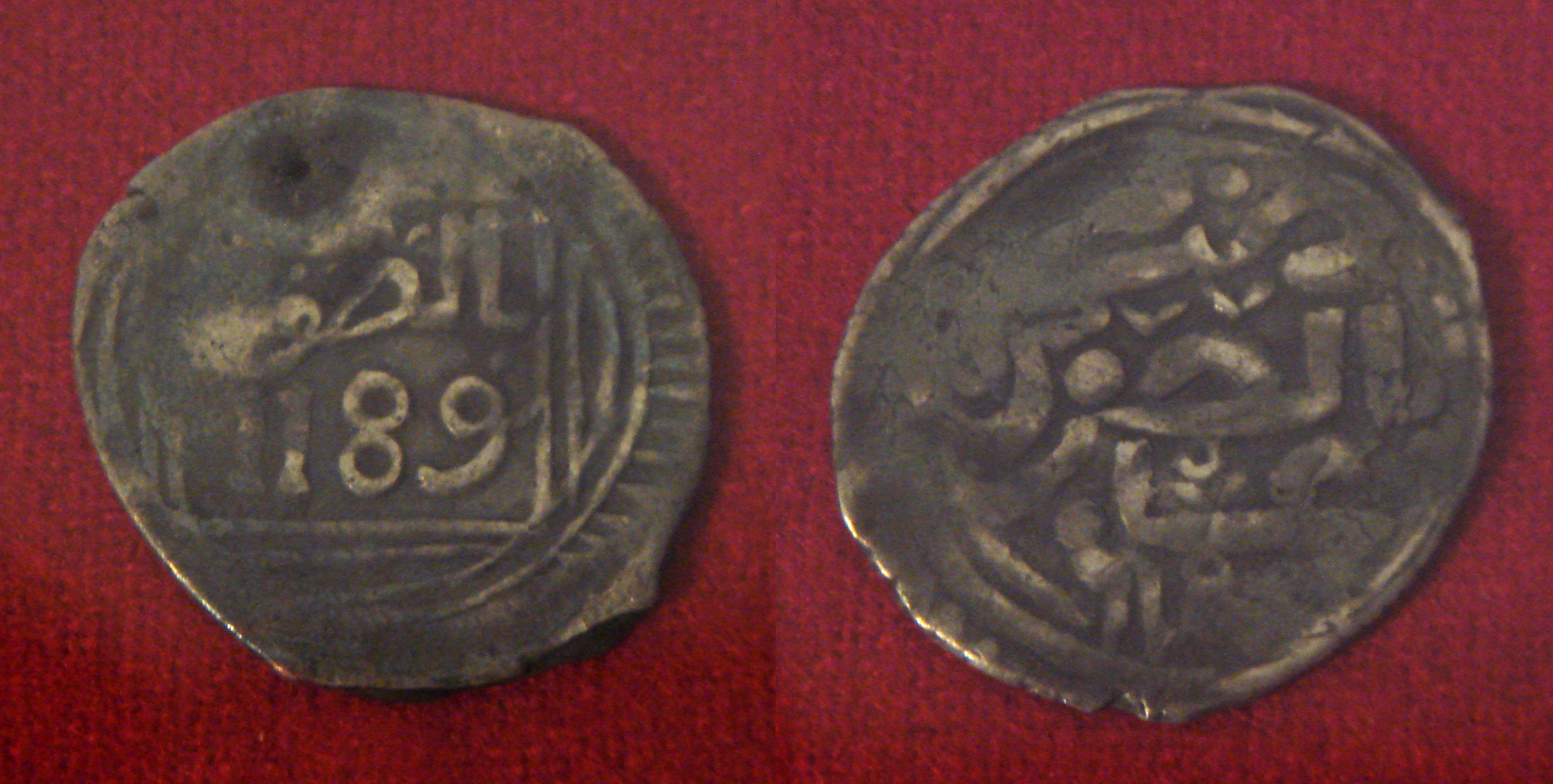
عملات معدنية لفترة حكم سيدي محمد بن عبد الله، سكت في الصويرة 1760 - 1767م.

تولت تربيته والعناية به جدته لأبيه خناتة بنت بكار، والتي تعتبر الأستاذ الأول محمد بن عبد الله. نشأ على يد صفوة من العلماء والأدباء، اختارهم والده لهذا العرض، فحفظ القرآن الكريم وبعض أمهات الكتب المقروءة في وقته. لقد وحد المغرب من جديد، واسترجع الثغور وحصن الشواطئ، فقمع جشع الدول الاستعمارية، وطمعها في خيرات المغرب، فاستطاع أن يستعيد مازاغان من أيدي البرتغاليين سنة 1182/1768م، حيث جهز قوة ضخمة لاستعادة هذا الميناء. وفتح البريجة سنة 1183هـ/1769 وأخرج البرتغاليين منها وهدمها. وبنى وأسس مدينة الصويرة. كما كان يتابع عن كثب مقدار القوة النارية التي جمعها الإسبان في سبتة، فرأى أن يرجئ الاستيلاء عليها إلى وقت آخر. يقول الناصري السلاوي بخصوص اعتنائه بأمور البحرية والجندية: «وأما اعتناؤه بالمراكب القرصانية فقد بلغ عددها في دولته عشرين كبارا من المرابع وثلاثين من الغراكط والغلائط، وبلغ رؤساء البحر عنده ستين رئيسا كلها بمراكبها وبحريتها. وبلغ عسكر البحرية ألفا من المشارقة وثلاثة آلاف من المغاربة، ومن الطبجية ألفين. وبلغ عسكره من العبيد خمسة عشر ألفا، ومن الأحرار سبعة آلاف، وأما عسكر القبائل الذي كان يغزو مع الجند فمن الحوز ثمانية آلاف ومن الغرب سبعة آلاف. وكانت له هيبة عظيمة في مشوره، ومواكبه يتحدث الناس بها، وهابته ملوك الفرنج وطواغيتهم، ووفدت عليه رسلهم بالهدايا والتحف يطلبون مسالمته في البحر. وبلغ ذلك بسياسته وعلو همته، حتى عمت مسالمته أجناس النصارى كلهم إلا المسكوف (المسكوف =الروس) فإنه لم يسالمه لمحاربته للسلطان العثماني، ولقد وجه رسله وهديته إلى طنجة فردها السلطان وأبى مسالمته. ووظف على الأجناس الوظائف فالتزموها، وكانوا يؤدونها كل سنة، واستمر ذلك من بعده إلى أن انقطع في هذه السنين المتأخرة. وكانوا يستجلبون مرضاته بالهدايا والألطاف وكل ما يقدرون عليه. مهما كتب إلى طاغية في أمر سارع فيه ولو كان محرما في دينه. ويحتال في قضاء الأغراض منهم بكل وجه أحبوا أم كرهوا. وكان أعظم طواغيتهم طاغية الإنجليز وطاغية الفرنسيس، فكانوا يأنفون من أداء الضريبة علانية مثل غيرهم من الأجناس، فكان يستخرجها منهم وأكثر منها بوجه لطيف». كما اهتم بالصحراء المغربية فجدد ولاية شيوخ قبائلها بواد نون وأدرار وماسة والساقية الحمراء. واجتث رواسب عهد الاضطراب، وقضى على جميع الانحرافات والتطلعات الشخصية والقبلية. وكان أول ما عني به العبيد الذين كانت حالتهم قد ساءت بسبب تسلط البربر عليهم. كما جدد الضرائب على فاس وغيرها من مدائن المغرب. نظم شؤون القضاء، وجدد مسطرته، حيث استصدر ظهائر دورية عديدة، تستهدف إصلاحه، وخاصة بالمحاكم الشرعية، كما تستهدف تذكير القضاة بواجبهم وتوصي بالأيتام والضعفاء، تحقيقا للعدالة. واهتم بالجانب العمراني، فإليه يرجع الفضل ببناء مدن: الصويرة سنة 1178هـ وفضالة (المحمدية)، وتجديد مدينة أنفا (الدار البيضاء). كما شيد ما يناهز ستين مؤسسة، من مساجد ومدارس وغيرها.
وكان المولى محمد الثالث رائدا في مجال تحرير العبيد والأسرى، سواء كانوا مسلمين أم مسيحيين أم يهودا، حيث خصص ثلث ميزانية المغرب الأقصى لتحرير الأسرى معتبرا ذلك واجبا دينيا

### سياسته الخارجية

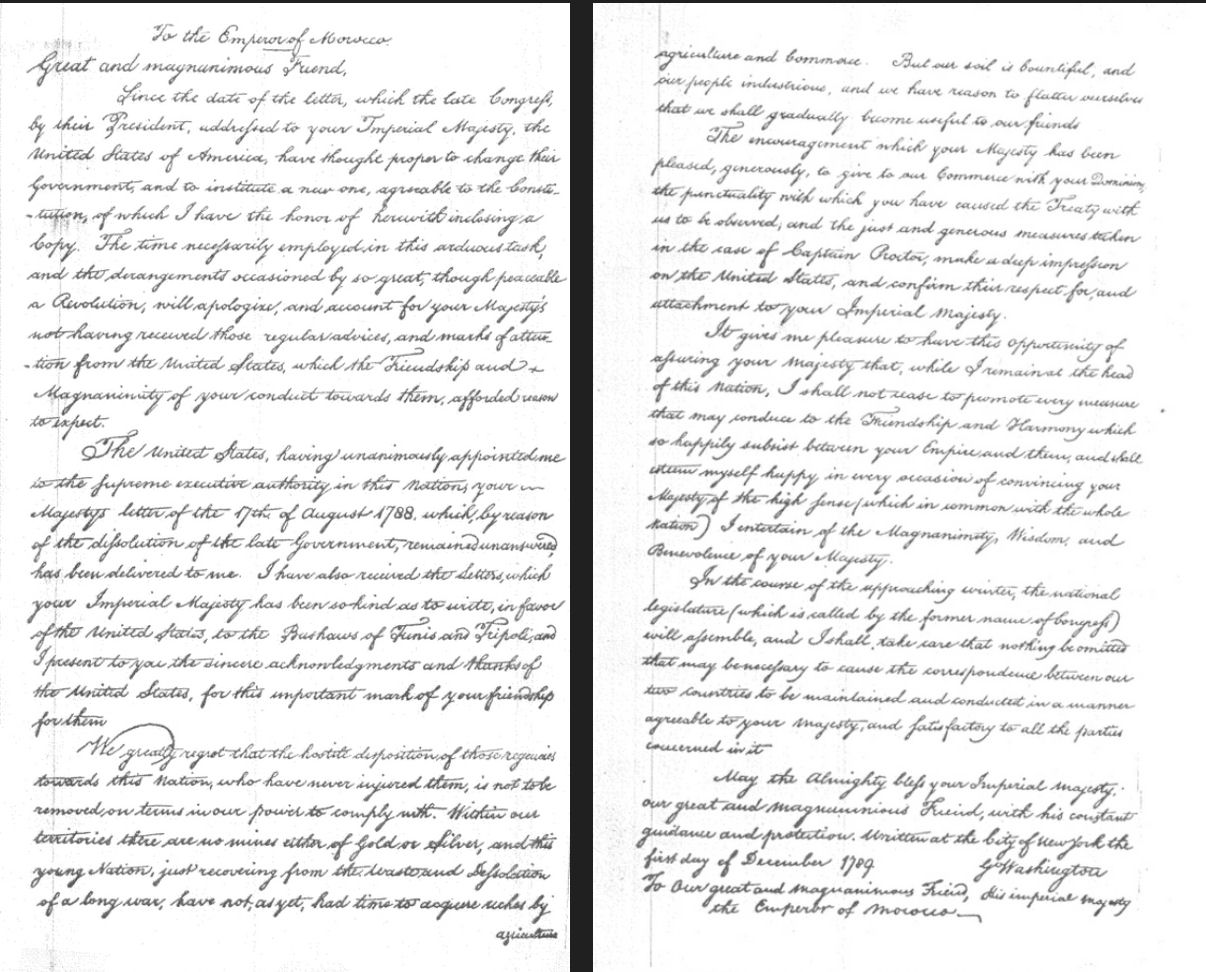
رسالة جورج واشنطن إلى محمد بن عبد الله تتناول موضوع معاهدة السلام والصداقة الموقعة بين الجانبين في مراكش عام 1787م.

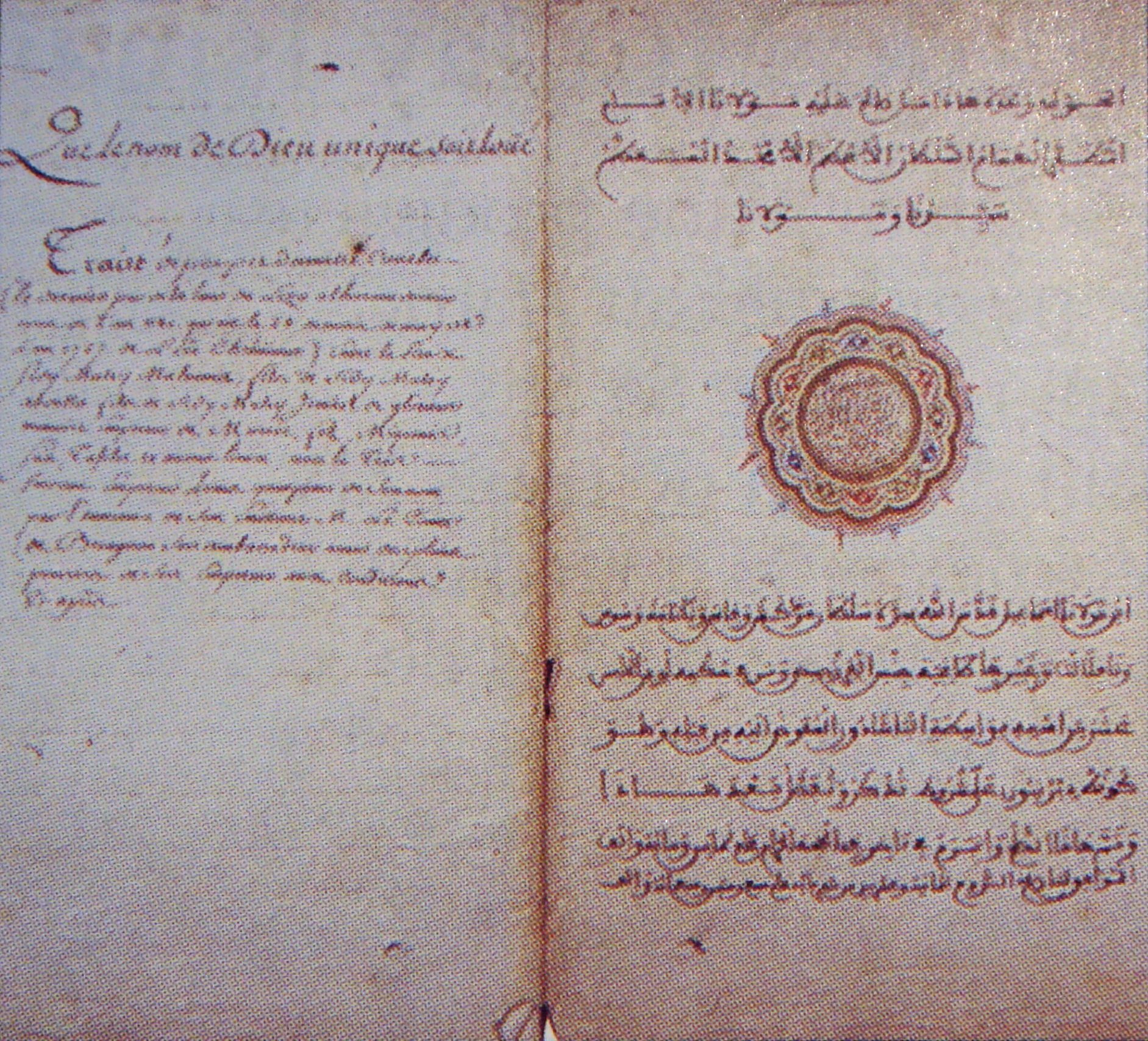
المعاهدة التجارية التي وقعها محمد بن عبد الله مع فرنسا عام 1767م.

استفاد سيدي محمد بن عبد الله من المتغيرات السياسية العالمية فأنضجت تجاربه السياسية، كالثورة الفرنسية، واستقلال أمريكا، واحتلال إنجلترا لكندا. فقد كانت سياسته الخارجية تتجه في اتجاهين متوازيين: الاتجاه العثماني والإسلامي من جهة، والاتجاه الغربي من جهة أخرى. كما بنى علاقات ديبلوماسية متينة مع دول أوروبا الغربية بغية إعادة مكانة المغرب في السياسة الخارجية. ومن أجل ذلك فرض عليها ضريبة المرور بالمياه الإقليمية للمغرب. كما طلبت منه الولايات المتحدة الأمريكية أن يقيم معها معاهدة صداقة وتجارة، وقد راسله رئيسها –إذ ذاك- جورج واشنطن، مشيدا بالعلاقات الودية التي تجمع بين البلدين، مما جعل المولى محمد بن عبد الله من أوائل الملوك والدول المعترفين بالفدرالية الأمريكية. ولم يلبث أن عقد معها المعاهدة المطلوبة سنة 1787م. كما وقع عدة معاهدات سلام مع كل من ملك السويد وملك الدانمارك كريستيان السابع، وملك إنجلترا جورج الثاني، وكذا مع البرتغال. كما عقد اتفاقية مع ملك فرنسا لويس السادس عشر يتم بموجبها إلغاء الرق بين المسلمين والمسيحيين سنة 1777م، مما يعتبر سبقا في سياسة المغرب الدولية.

### معتقده
| أنا مالكي المذهب وهابي العقيدة. |
| —سيدي محمد بن عبد الله          |

سمع السلطان محمد بن عبد الله العلوي بالدعوة السلفية عن طريق الحجاج القادمين من مكة، وتأثر بها، وأخذَ ينفّذُ مقتضياتها، فحارب البدع، وتشعّب الطرق الصوفية، ودعا إلى الاجتهاد والسنة، وقال فيه شارل أندري جوليان: «كان سيدي محمد وهو التقي الورع على علم بواسطة الحجيج بانتشار الحركة الوهابية في الجزيرة العربية وتأييد عائلة آل سعود لها وقد أعجب بعباراتها وكان يؤثر عنه قوله» أنا مالكي المذهب وهابي العقيدة«وقد ذهبت به حماسته الدينية إلى الإذن بإتلاف الكتب المتساهلة في الدين والمحللة لمذهب الأشعرية وتهديم بعض الزوايا».

### وفاته
توفي بعين عتيق قرب الرباط وهو في طريقه إليها يوم الأحد 24 رجب عام 1204 هـ - 9 أبريل سنة 1790 م، ودفن بها. وبهذا تنتهي حياة السلطان محمد بن عبد الله بن إسماعيل الذي يعتبر من أعظم سلاطين دولة الشرفاء العلويين[وفقًا لِمَن؟]، فقد حكم ثلاثا وثلاثين سنة هجرية تعتبر من أحسن سنوات هذه الدولة قبل الاحتلال الفرنسي. فقد كان رائدا للمغرب، مجددا لمعالم دولة عصرية، وباعثا لنهضتها العلمية والإصلاحية والفكرية الشاملة، فاستحق لقب «سلطان العلماء وعالم السلاطين» سنة 1767-1782م. كما ألف مؤلفات القصد من ورائها حفز الهمم من أجل التحرر من الجمود والرجعية على جميع المستويات الفكرية والاجتماعية وغيرهما. لكل ذلك اهتم به الكتاب الأوربيون، فألف لويس شينيه قنصل فرنسا بالمغرب سنة 1767-1782م، كتابا حول تاريخ المغرب، من خلال مراسلاته الديبلوماسية، تضمن وثائق هامة عن عهد المولى محمد الثالث.

## أبناؤه
كان له عدة أولاد أكبرهم أبو الحسن علي والمأمون ومولاي عبد السلام وهشام وهؤلاء لربة الدار للا فاطمة بنت عمه سليمان بن إسماعيل، ومن أبنائه عبد الرحمن من أم حرة من هوارة السوس ثم اليزيد ومسلمة أمهما الضاوية (بالإيطالية: Davia Franceschini) وهي من أصل كورسيكي، ثم أبنائه الحسن وعمر أمهما حرة من الأحلاف ثم ابنه عبد الواحد وأمه حرة من أهل رباط الفتح ثم سليمان والطيب وموسى من أم حرة من الأحلاف ثم الحسن وعبد القادر لحرة من الأحلاف ثم عبد الله لحرة من عرب بني حسن ثم إبراهيم من أم رومية وغيرهم.
أبرز أبنائه الذين تنافسوا على خلافته بعد وفاته:
- مولاي اليزيد
- مولاي سليمان
- مولاي هشام
- مولاي مسلمة
- مولاي عبد الرحمان
- مولاي الحسين

## وفاته
توفي بعين عتيق قرب الرباط وهو في طريقه إليها يوم الأحد 24 رجب عام 1204هـ - 9 أبريل سنة 1790م.